# Pearblossom
Pearblossom es un área no incorporada ubicada en el condado de Los Ángeles en el estado estadounidense de California.

## Geografía
Pearblossom se encuentra ubicada en las coordenadas 34°30′23″N 117°54′35″O / 34.50639, -117.90972.